# جایزه موسیقی آمریکا برای هنرمند زن برگزیده کانتری
جایزه موسیقی آمریکا برای هنرمند زن برگزیده — کانتری از سال ۱۹۷۴ اهدا می‌شود. ریبا مک‌اینتایر بیشترین جایزه و نامزدی را در این دسته دارد. همچنین مک‌اینتایر تنها زنی است که این جایزه را هشت سال متوالی برنده شده‌است.